# Увігнутий многокутник

Приклад увігнутого многокутника.

Увігнутий многокутник або неопуклий многокутник — це простий многокутник, який не є опуклим. Увігнутий многокутник буде завжди мати принаймні один тупий внутрішній кут — тобто кут, який знаходиться виключно між 180 і 360 градусами.

## Властивості
Деякі прямі, що містять внутрішні точки увігнутого многокутника, перетинають його межу більш ніж у двох точках. Деякі діагоналі увігнутого многокутника лежать частково або повністю поза ним. Деякі бічні прямі, проведені через сторону увігнутого многокутника не можуть розділити площину на дві півплощини так, щоб многокутник повністю належав одній з них. Жодне з цих трьох тверджень не виконується для опуклого многокутника.
Як і для будь-якого простого многокутника, сума внутрішніх кутів увігнутого многокутника становить π (n   —   2) радіан, або 180 ° × (n   —   2), де n — кількість сторін.
Завжди можна розділити увігнутий многокутник на множину опуклих многокутників. Алгоритм, який виконує декомпозицію на якомога меншу кількість опуклих многокутників за поліноміальний час описується Chazelle та Dobkin, (1985).
Трикутник ніколи не може бути увігнутим, але існують увігнуті полігони з n сторін для будь-якого n > 3.
Принаймні один внутрішній кут не містить всіх інших вершин на своїх ребрах або у внутрішності.
Опукла оболонка вершин увігнутого многокутника, а також його ребер, містить зовнішні точки многокутника.